# Georg Michael Kalvius
Georg Michael Kalvius (* 10. Februar 1933 in Braunschweig; † 5. November 2021 in Luzern) war ein deutscher Physiker (Festkörperphysik) und Ordinarius für Experimentalphysik an der TU München.

## Leben und Wirken
Nach dem Abitur an der Waldorfschule in Benefeld 1953 studierte Kalvius bis 1958 an der Universität Göttingen  und an der Technischen Hochschule München. 1961 wurde er an der Technischen Hochschule bei Heinz Maier-Leibnitz zum Dr. rer. nat. promoviert. Nach Lehr- und Forschungsaufenthalten von 1963 bis 1970 an der Case Western Reserve University und am Argonne National Laboratory wurde er 1970 als Professor an das Physik Department der TU München in Garching berufen. Dort war er bis zu seiner Emeritierung im Jahre 2001 einer der Direktoren des Institut für Kernphysik und Nukleare Festkörperphysik.
Kalvius gehört zu den Pionieren der Mößbauerspektroskopie. Er untersuchte damit, und später auch mit Myonenspinspektroskopie, die magnetischen Eigenschaften der Seltenen Erden und der Aktiniden und ihrer Verbindungen, wobei hohe Drücke und sehr tiefe Temperaturen zum Einsatz kamen.
Er war von 1977 bis 2000 Kodirektor des Forschungsreaktors München, von 1979 bis 1985 Vorsitzender des International Board on the Application of Mössbauer Effect (IBAME) und von 1982 bis 1992 Vorsitzender der Magnetism Section of the Condensed Matter Division of the European Physical Society. Kalvius erhielt 1986 den Gay-Lussac-Humboldt-Preis.
Kalvius starb im November 2011 Luzern.

## Veröffentlichungen (Auswahl)
- Georg Michael Kalvius: Nachweis der Hyperfeinstrukturaufspaltung des 8,42 keV Gammastrahles von Tm169 durch den Mößbauereffekt in Tm2O3, Dissertation, München, 1961
- Georg Michael Kalvius, R. S. Tebble: Experimental Magnetism, Vol. I, John Wiley and Sons, New York, 1979
- Walter Potzel, Georg Michael Kalvius, J. Gal: Mössbauer studies on electronic structure of intermetallics compounds, Handbook on the Physics and Chemistry of Rare Earths, Volume 17[2], 1993, S. 539–634, ISBN 9780444815026
- Georg Michael Kalvius, David R. Noakes, Ola Hartmann: μSR studies of rare-earth and actinide magnetic materials, Handbook on the Physics and Chemistry of Rare Earths, Volume 32[3], 2001, S. 55–451, ISBN 9780444507624
- Klaus Dransfeld, Paul Kienle, Georg Michael Kalvius: Physik I – Mechanik und Wärme, Oldenbourg Wissenschaftsverlag, 10., überarb. Auflage 2006, ISBN 978-3-486-57810-2
- Georg Michael Kalvius, Karl Luchner: Physik IV – Physik der Atome, Moleküle und Kerne, Wärmestatistik, Oldenbourg, Wissenschaftsverlag, 1999, ISBN 9783486598988
- Michael Kalvius, Paul Kienle (Hrsg.): The Rudolf Mössbauer Story - His Scientific Work and Its Impact on Science and History, Springer Berlin Heidelberg, 2012, ISBN 9783642179525
- mehr als 360 Publikationen in Fachzeitschriften[7]